# Ladyhawke
Ladyhawke (* 1979 in Masterton, Neuseeland), mit bürgerlichen Namen Phillipa Margaret „Pip“ Brown, ist eine neuseeländische Musikerin. Bekannt wurde sie hauptsächlich durch ihre Songs Paris Is Burning und My Delirium. Ihr Künstlername entstammt dem Film Der Tag des Falken, dessen Originaltitel Ladyhawke lautet.

## Leben

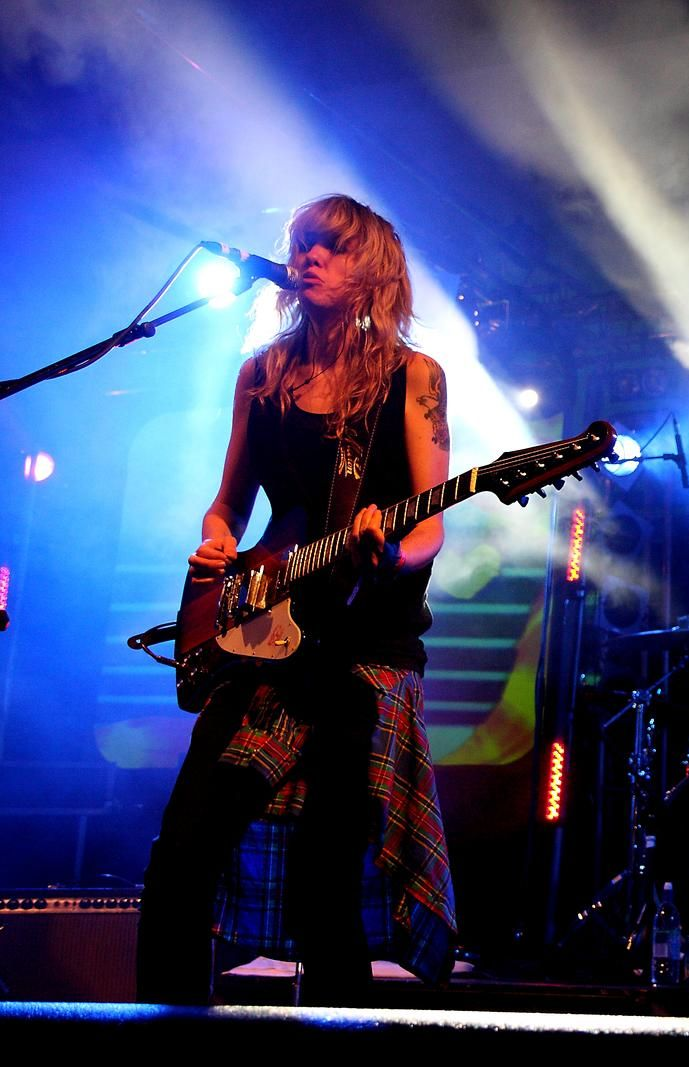
Ladyhawke bei Rhythm & Vines, 2008/2009

Ladyhawke hat das Asperger-Syndrom. Ihre Mutter ist Sängerin, ihr Stiefvater Jazz-Schlagzeuger. Im Alter von elf Jahren begann sie, Musik zu machen. Sie trat der Blaskapelle ihrer Stadt, deren Leiter ihr Stiefvater war, als Percussionistin bei.
Nachdem sie die Schule abgeschlossen hatte, zog sie nach Wellington. Mit einem Freund gründete sie die Band Two Lane Blacktop. Später spielte sie mit Nick Littlemore in der Art-Rock-Band Teenager. Sie beherrscht heute mehr als zehn Instrumente.
Die Single Black White & Blue aus dem Jahr 2012 wurde als Soundtrack für das Fußballspiel FIFA 13 verwendet.
Ladyhawke und die Neuseeländische Schauspielerin Madeleine Sami bekamen im September 2017 ihr erstes Kind. 2023 trennten sie sich.

## Diskografie

### Alben
- 2008: Ladyhawke
- 2012: Anxiety
- 2016: Wild Things
- 2021: Time Flies

### Singles
- 2008: Back of the Van
- 2008: Paris Is Burning
- 2008: Dusk Till Dawn
- 2008: My Delirium
- 2009: Magic
- 2012: Black White & Blue
- 2012: Sunday Drive
- 2012: Blue Eyes

## Auszeichnungen für Musikverkäufe
| Goldene Schallplatte - Australien - 2009: für das Album Ladyhawke Platin-Schallplatte - Australien - 2009: für die Single My Delirium |

Anmerkung: Auszeichnungen in Ländern aus den Charttabellen bzw. Chartboxen sind in ebendiesen zu finden.
| Land/RegionAuszeichnungen für Musikverkäufe (Land/Region, Auszeichnungen, Verkäufe, Quellen) | Gold     | Platin     | Verkäufe | Quellen                   |
| -------------------------------------------------------------------------------------------- | -------- | ---------- | -------- | ------------------------- |
| Australien (ARIA)                                                                            | Gold1    | Platin1    | 105.000  | aria.com.au               |
| Neuseeland (RMNZ)                                                                            | —        | Platin1    | 15.000   | aotearoamusiccharts.co.nz |
| Vereinigtes Königreich (BPI)                                                                 | Gold1    | —          | 100.000  | bpi.co.uk                 |
| Insgesamt                                                                                    | 2× Gold2 | 2× Platin2 |          |                           |